# Koniówko
Koniówko – część wsi Koniowo w Polsce, położona w województwie dolnośląskim, w powiecie trzebnickim, w gminie Trzebnica.
W latach 1975–1998 Koniówko należało administracyjnie do województwa wrocławskiego.